# Punta Jersey
La punta Jersey (en inglés: Jersey Point) es un cabo ubicado en el extremo noreste de la isla Gran Malvina del archipiélago de las Malvinas, que según la Organización de las Naciones Unidas (ONU), está en litigio de soberanía entre el Reino Unido, quien la administra como parte del territorio británico de ultramar de las Malvinas, y la Argentina, quien reclama su devolución, y la integra en el departamento Islas del Atlántico Sur de la provincia de Tierra del Fuego, Antártida e Islas del Atlántico Sur.
Este cabo forma la entrada sur a la bahía Roca Blanca y la entrada noroeste al estrecho de San Carlos. Se halla junto al monte Jersey, cerca del monte Rosalía y casi enfrente del promontorio Güemes que se ubica en la isla Soledad.
El extremo norte de este accidente geográfico es uno de los puntos que determinan las líneas de base de la República Argentina, a partir de las cuales se miden los espacios marítimos que rodean al archipiélago.